# جیل
جیل نامی انگلیسی برای زنان است. افراد شاخص با این نام از این قرارند:
- جیل آدامز
- جیل آیکن‌بری
- جیل ازموند
- جیل اسپریچر
- جیل استرکل
- جیل اسکات
- جیل اسکات (بازیکن فوتبال)
- جیل الیس
- جیل املیو
- جیل ایرلند
- جیل بایانو
- جیل بایدن
- جیل بنت (بازیگر انگلیسی)
- جیل بولت تیلور
- جیل پارکر-همرزلی-شرلی
- جیل پتیس
- جیل تالی
- جیل جانسون
- جیل جانسون (شناگر)
- جیل د جونگ
- جیل ریچی
- جیل سنت جان
- جیل شولن
- جیل فلینت
- جیل فیپس
- جیل کالتن
- جیل کرایباس
- جیل کلایبورگ
- جیل کلی (بازیگر پورنوگرافی)
- جیل گرینبرگ
- جیل گودکر
- جیل لاتیانو
- جیل لارسون
- جیل لو موایزیت
- جیل واگنر
- جیل ولان
- جیل ولنتاین
- جیل هترینگتن
- جیل هنسی
- جیل هیورث
- جیل یاپس یاپو